# Ramón Otero Pedrayo
Ramón Otero Pedrayo, né le 5 mars 1888 à Orense et mort le 10 avril 1976 à Trasalba, Amoeiro, est un écrivain espagnol en langue galicienne et intellectuel galicien de la génération Nós.
Patriarche des lettres galiciennes, c'est l'un des écrivains galiciens des plus reconnus. Il a écrit dans plusieurs genres : l'essai, le roman, la poésie. En plus de son travail littéraire il a occupé une chaire de géographie à l'université de Saint-Jacques-de-Compostelle. Il a dirigé la rédaction d'un guide de la Galice. Militant du Parti Galeguista, il a été député espagnol sous la IIe République.

## Son œuvre

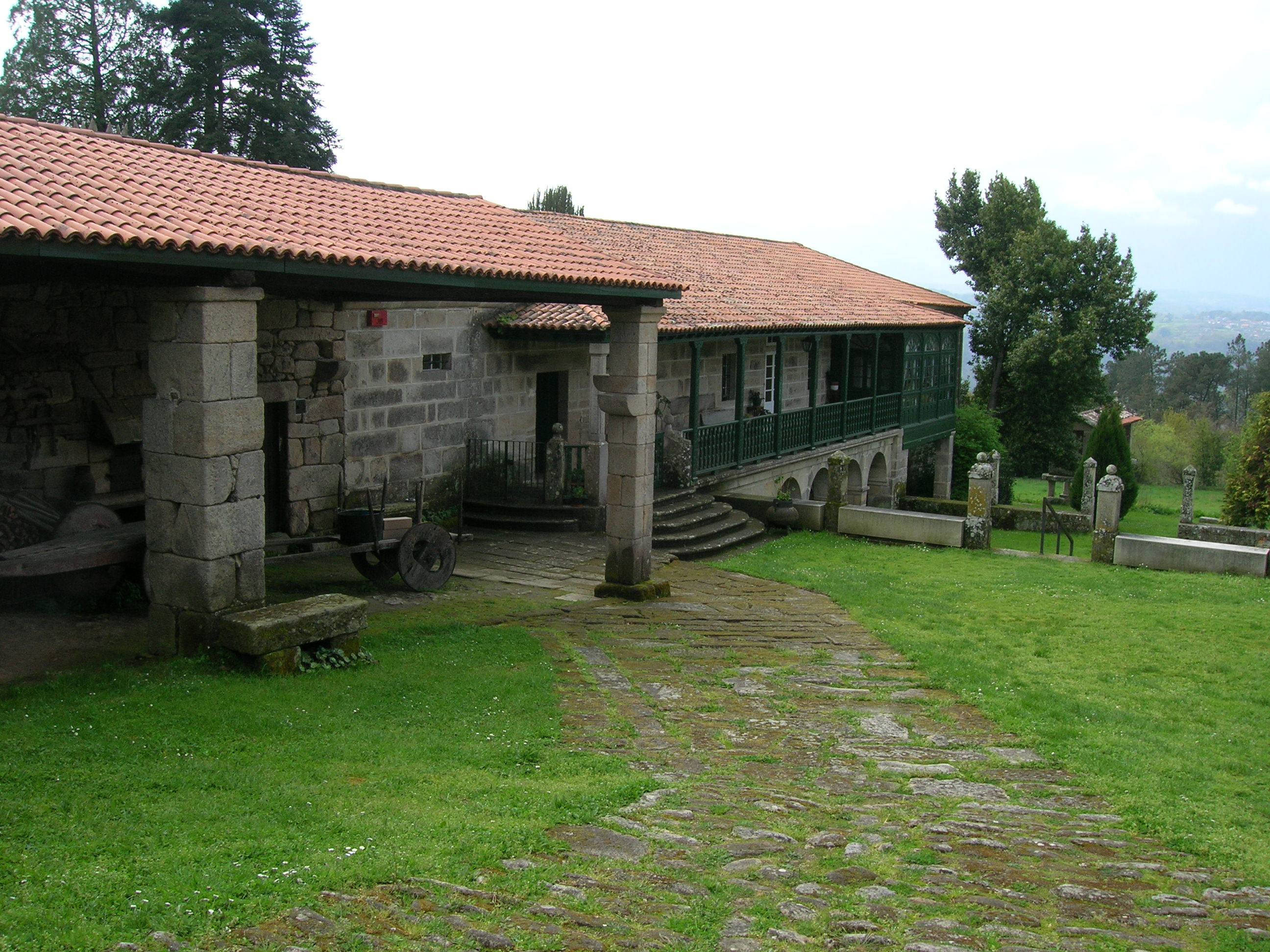
Maison-musée à Trasalba

Parmi ses romans on peut remarquer Os camiños da vida (Les chemins de la vie)  O mesón dos Ermos, qui sont des descriptions minutieuses des coutumes et de la vie à la campagne en Galice. Son roman le plus connu Arredor de si (Autour de soi-même), que l'on peut considérer comme partiellement autobiographique, permet de suivre le cheminement parcouru par les intellectuels de la génération Nós pour aboutir au galléguisme. Cet aspect autobiographique est complété par les articles de Florentino López Cuevillas De nuestros tiempos'(De notre temps) et Nós os inadaptados(Nous, les inadaptés) de Vicente Risco, articles publiés dans la revue Nós.

## Postérité
- La maison - musée; aujourd'hui, la Fondation Otero Pedrayo et la Fondation Penzol conservent la bibliothèque ainsi que les documents et les écrits de Otero Pedrayo dans la maison - musée de Trasalba.
- L'Instituto Otero Pedrayo, à Orense.